# Barrio las Palmas
Barrio las Palmas är en ort i Mexiko.   Den ligger i kommunen Tamazunchale och delstaten San Luis Potosí, i den sydöstra delen av landet, 210 km norr om huvudstaden Mexico City. Barrio las Palmas ligger 136 meter över havet och antalet invånare är 208.
Terrängen runt Barrio las Palmas är kuperad västerut, men österut är den platt. Runt Barrio las Palmas är det ganska tätbefolkat, med 90 invånare per kvadratkilometer. Närmaste större samhälle är Tamazunchale, 6,1 km väster om Barrio las Palmas. Omgivningarna runt Barrio las Palmas är en mosaik av jordbruksmark och naturlig växtlighet.